# Baccalà mantecato
La baccalà mantecato (en français, morue à la crème) est une émulsion crémeuse typique de la cuisine vénitienne, préparée avec du stockfisch et de l'huile d'olive, que l'on retrouve aussi dans la cuisine frioulane. Ce plat est traditionnellement servi comme cicheti (petits snacks servis à l'apéritif) dans les bacari de la ville de Venise.
La recette est appelée baccalà montebianco par Pellegrino Artusi dans le célèbre livre de cuisine La scienza in cucina e l'arte di mangiar bene de 1891.

## Histoire
Le 14 janvier 1432, le marchand Pietro Querini, après des mois à la merci des vagues de l'océan Atlantique, fait naufrage avec quelques compagnons survivants sur une île de l'archipel norvégien des Îles Lofoten. Les naufragés sont secourus par des pêcheurs de l'île voisine de Røst, où ils restent plus de quatre mois. Au cours de son séjour, Querini apprend à connaître et note dans son journal (maintenant conservé à la bibliothèque apostolique vaticane ) les us et coutumes des habitants de Røst, y compris leurs habitudes alimentaires.
Le 12 octobre 1432, Pietro Querini réussit à retourner à Venise, où il ramène du stockfisch, qui connait immédiatement un grand succès. Les Vénitiens apprennent à l'apprécier tant pour ses qualités gastronomiques que pour ses caractéristiques alimentaires de longue durée très utiles lors des voyages terrestres, ainsi que pour sa caractéristique d'être un « aliment maigre », au point de devenir l'un des plats recommandés dans les plus de 200 jours de maigre, fixés par le Concile de Trente.
La baccalà mantecato est créé auXVIIIe siècle à Venise. La tradition vénitienne de battre la morue est mentionnée par Carlo Goldoni dans la comédie Barouf à Chioggia de 1762.
En 2001, la ville de Venise a créé la Confrérie du Baccalà Mantecato pour préserver et promouvoir le plat. Il est couramment servi dans les bars vénitiens et est également un plat que les familles servent à Noël .

## Recette

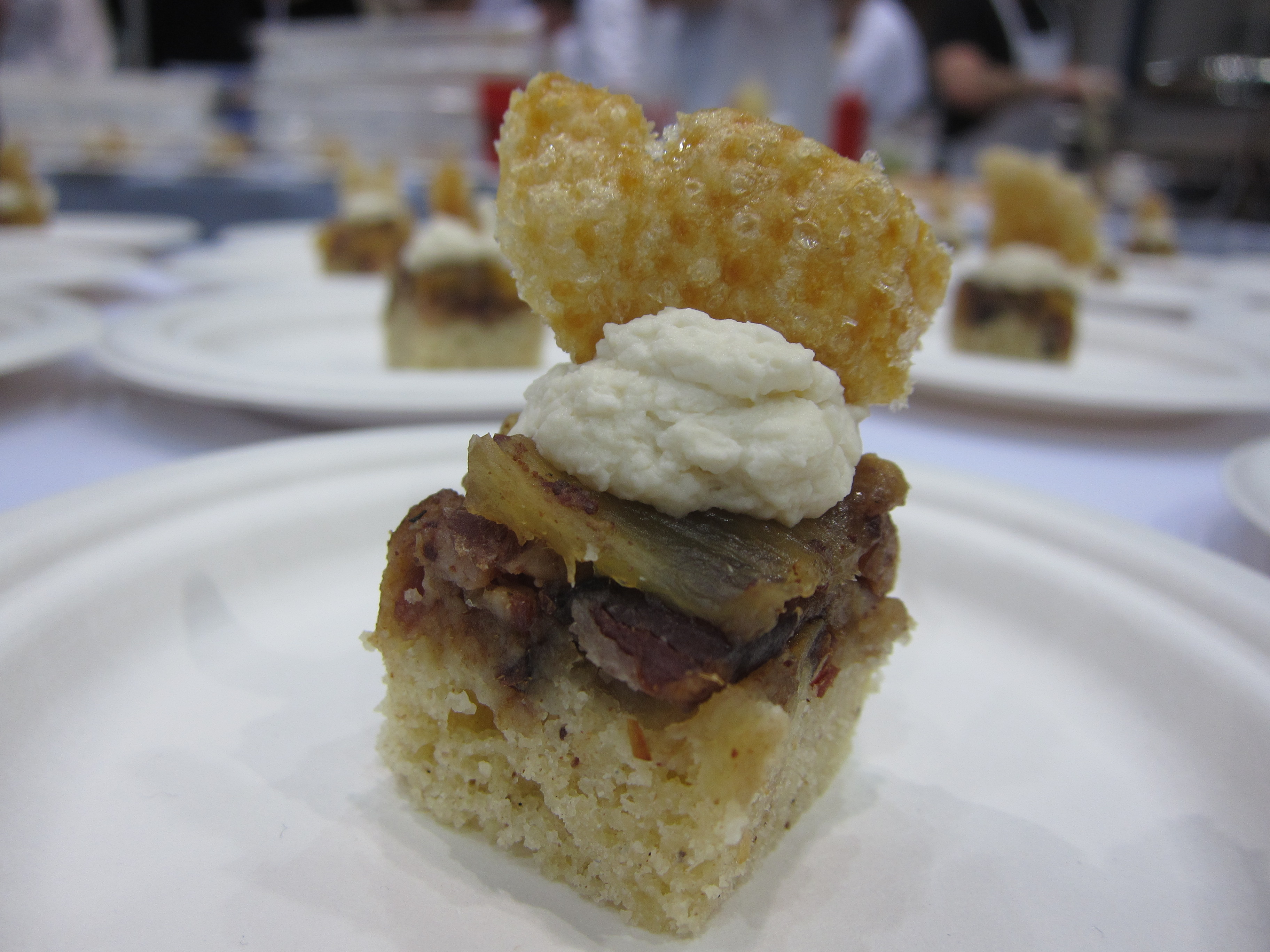
Cicheto.

### Ingrédients
- stockfisch : 300 grammes
- huile d'olive : 300 ml
- ail : une gousse
- citron : un
- laurier : quelques feuilles
- sel et poivre : juste ce qu'il faut

### Préparation
Après les avoir laissées macérer et les avoir décortiquées, la pulpe et la peau du stockfisch doivent être bouillies une vingtaine de minutes dans de l'eau salée avec de l'ail, du citron, du laurier et du poivre.
Après l'avoir égouttée, la pulpe de stockfish est battue vigoureusement pendant longtemps avec une cuillère en bois et émulsionnée avec un filet d'huile d'olive extra vierge, en la faisant fouetter de la même manière que la mayonnaise, jusqu'à obtenir le crémage typique, c'est-à-dire une apparence semblable à une crème de beurre moelleuse. Il peut être utile d'ajouter un peu d'eau de cuisson pour finaliser la préparation.
La morue à la crème est servie froide ou à température ambiante, traditionnellement sur un pain grillé ou une tranche ferme de polenta chaude, éventuellement rôtie sur le gril, préparée avec du maïs blanc de variété Marano ou Bianco perla.

## Variantes
Lidia Bastianich ajoute de la pomme de terre au poisson pendant le processus d'émulsion.
La tartinade finie peut être garnie d'ail cru haché, de persil, de poivre blanc ou de noix de muscade. Certains pochent le poisson dans du lait et de l'eau.